# 角林文雄
角林 文雄（かくばやし ふみお、1940年 - 2005年）は、日本出身でニュージーランド在住の歴史学者。
大阪市生まれ。1972年立命館大学文学部大学院修士課程修了。1981年オーストラリア・クイーンズランド大学Ph.D.。73年クィーンズランド大学歴史学科シニア・テューター、1981年ニュージーランド・マッセー大学東アジア学科講師。

## 著書
- 『倭と韓 邪馬台国の源流を探る』学生社 1983
- 『日本古代の政治と経済』吉川弘文館 1989
- 『任那滅亡と古代日本』学生社 1989
- 『『日本書紀』神代巻全注釈』塙書房 1999
- 『アマテラスの原風景 原始日本の呪術と信仰』塙選書 2003
- 『日本国誕生の風景 神武・崇神・タケル伝』塙選書 2005

## 論文
- 角林文雄